# Cristian Casoli
Cristian Casoli (Varese, 27 gennaio 1975) è un pallavolista italiano.
Gioca nel ruolo di schiacciatore nel Cuneo.

## Carriera

### Club
La carriera di Cristian Casoli inizia nel 1991 nelle giovanili della Pallavolo Sumirago, mentre l'anno successivo è nelle giovanili del Gonzaga Milano: con la stessa squadra, nella stagione 1994-95, fa il suo esordio nella Serie A1 italiana.
Nella stagione 1995-96 viene ingaggiato dal Cuneo, dal 2001 Piemonte, dove resta per otto stagioni, vincendo tre Coppe Italia, tre Supercoppe italiane, due Coppe delle Coppe, due Coppe CEV e due Supercoppe europee.
Nella stagione 2003-04 passa al Treviso, con la quale in tre annate si aggiudica per due volte lo scudetto, due Coppe Italia, tre Supercoppe italiane e la Champions League 2005-06.
Nella stagione 2006-07 viene ingaggiato dal Modena, vestendo la maglia del club emiliano per sei stagioni ed ottenendo la vittoria della Challenge Cup 2007-08: nella stagione 2008-09, per un breve periodo, passa al club russo dell'Volejbol'nyj Klub Iskra Samara, ma tornerà in Italia dopo pochi mesi.
Nella stagione 2012-13 si trasferisce nella New Mater di Castellana Grotte, mentre in quella successiva viene ingaggiato dalla neopromossa Molfetta.
Nell'annata 2014-2015 gioca per la prima volta in Serie A2, quando si accasa al Potentino di Potenza Picena: nella stessa categoria rimane anche per la stagione successiva vestendo la maglia della Callipo di Vibo Valentia, vincendo la Coppa Italia di Serie A2. Torna a Castellana Grotte per il campionato 2016-17, sempre in Serie A2, vestendo questa volta la maglia della Materdomini.
Nell'annata successiva scende in Serie B, ingaggiato dalla Montalbano Arena, restando nella formazione ridenominata Macerata anche nella stagione 2018-19, nel campionato cadetto.
Si trasferisce quindi al Cuneo, in Serie A3, per il campionato 2019-20.

### Nazionale
Il 6 giugno 1997 esordisce con la nazionale italiana in una partita contro la Spagna ed in seguito, con la maglia azzurra, vincerà due edizioni della World League nel 1997 e 1999.

## Palmarès

### Club
- Campionato italiano: 2

2003-04, 2004-05
- Coppa Italia: 5

1995-96, 1998-99, 2001-02, 2003-04, 2004-05
- Supercoppa italiana: 6

1996, 1999, 2002, 2003, 2004, 2005
- Coppa Italia di Serie A2: 1

2015-16
- Champions League: 1

2005-06
- Coppa delle Coppe: 2

1996-97, 1997-98
- Coppa CEV/Challenge Cup: 3

1995-96, 2001-02, 2007-08
- Supercoppa europea: 2

1996, 1997

### Nazionale (competizioni minori)
- Campionato mondiale Under-21 1994
- Campionato europeo Under-21 1995